# Ljubavi moja jedina
Ljubavi moja jedina, je četvrti album hrvatske pjevačice Maje Blagdan izdan 1997. godine. 
Sastoji se od 10 pjesama:
1. Ide život
 
2. Sedam suza
 
3. U ranu zoru

4. Vrijeme za ljubav

5. U tvojim očima

6. Šumi voda

7. Ljubavi moja jedina

8. Za nas

9. Gitara dalmatina

10. Tako je Stipa volio Anu.